# Cannabaudes
Cannabaudes nebo Cannabas (3. století? – 271 Dácie) byl ve 3. století vůdcem gótského kmene Tervingů. Padl v bitvě proti římskému císaři Aurelianovi.
Ve 3. století vtrhlo mnoho germánských národů do Římské říše, kde plenily příhraniční oblasti. Mezi nimi byli nejvíce zastoupení Gótové, kteří pustošili Balkánský poloostrov, pobřeží Černého, a dokonce i Egejského moře. Bylo to především v období, kdy na mor zemřel císař Claudius Gothicus a nový císař Aurelian v Itálii bojoval s bratrem Claudia Gothica a právoplatným dědicem Quintillem a později i s Vandaly. Tervingové této situace využili a pod Cannabaudovým vedením zdevastovali provincie a některá města na dolním Dunaji.
Po získání moci v Římě se Aurelian vydal na východ, aby palmýrskou říši opětovně začlenil do římské říše. Góty z ní vyhnal a na rozdíl od ostatních je pronásledoval i za Dunaj do Dácie, kde došlo mezi Římany a Góty k bitvě, v níž Cannabaudes padl spolu se svými 5 000 muži. Za toto vítězství získal Aurelian příjmení Gothicus Maximus. Vítězstvím nad Germány odvrátil gótskou hrozbu na celý zbytek 3. století. Dácii, která zůstala i nadále osídlena barbarskými kmeny, poté opustil.
Jak velkou moc měl Cannabaudes, není jisté. Zatímco někteří historici ho nazývají králem Gótů, jiní věří, že byl jen jedním z mocnějších vůdců mezi mnoha. Jediným starověkým zdrojem zmiňujícím jeho jméno je Historia Augusta, která pro toto období není vždy spolehlivá. Přesto je Cannabaudes většinou historiků považován za historickou osobu. Někteří historici ho ztotožňují s Knivou, gótským vůdcem, který porazil a zabil císaře Decia v bitvě u Abrittu o dvacet let dříve, jiní se domnívají, že Cannabaudes mohl být synem Knivy.